# Kispettyes macskacápa
A kispettyes macskacápa (kis macskacápa, Scyliorhinus canicula) a porcos halak (Chondrichthyes) osztályába sorolt kékcápaalakúak (Carcharhiniformes) rend macskacápafélék (Scyliorhinidae) családjában a névadó macskacápa (Scyliorhinus) nem egyik faja faj.

## Származása, elterjedése
A Földközi-tengerben, az Adriában és az angliai partoknál gyakori. Az Atlanti-óceánban annak északkeleti részétől Szenegálig él.

## Megjelenése, felépítése
A kifejlett példány hossza ritkán több 70 centiméternél; tömege 0,5–0,8 kilogramm. Teste megnyúlt, igen karcsú, orra lekerekített. A szemén nincs igazi pislogóhártya, de alsó szemhéját rá tudja húzni a szemére. Szemei hosszúkásak és tojásdadok. Orrnyílásait (a fej alsó oldalán) csatornák kötik össze az ajakszegéllyel; a két orrlyukát fedő bőrlebenyek a szájnyílás előtt a fej középvonalában csaknem összeérnek. Bőre apró bőrfogacskáktól érdes. Mozgása könnyed, úszás közben izmos teste kígyószerűen hullámzik. Fogai aprók és igen sok van belőlük. Öt kis kopoltyúrése közül a két utolsó a mellúszó fölött helyezkedik el. Két, erősen hátrahelyezett hátúszója van, az 1. a hasúszók alapja fölött vagy kissé mögötte, a 2. többnyire a farok alatti úszó alapja mögött.

## Életmódja, élőhelye

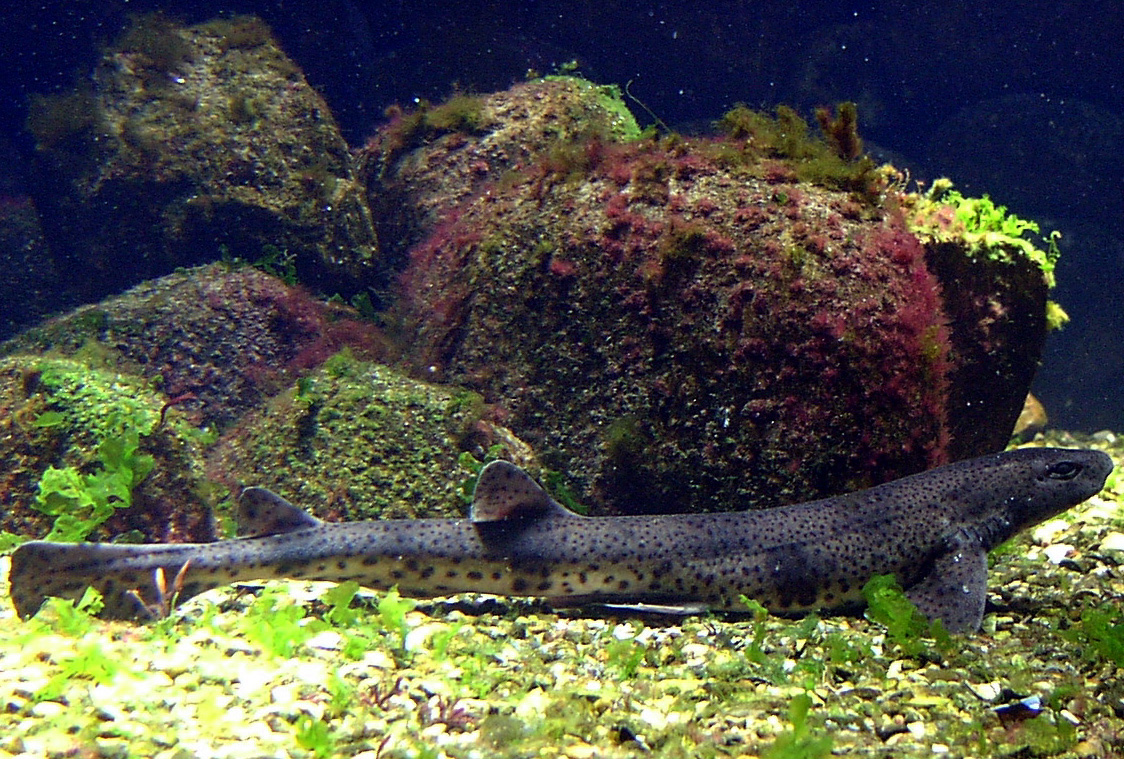
Fenéklakó

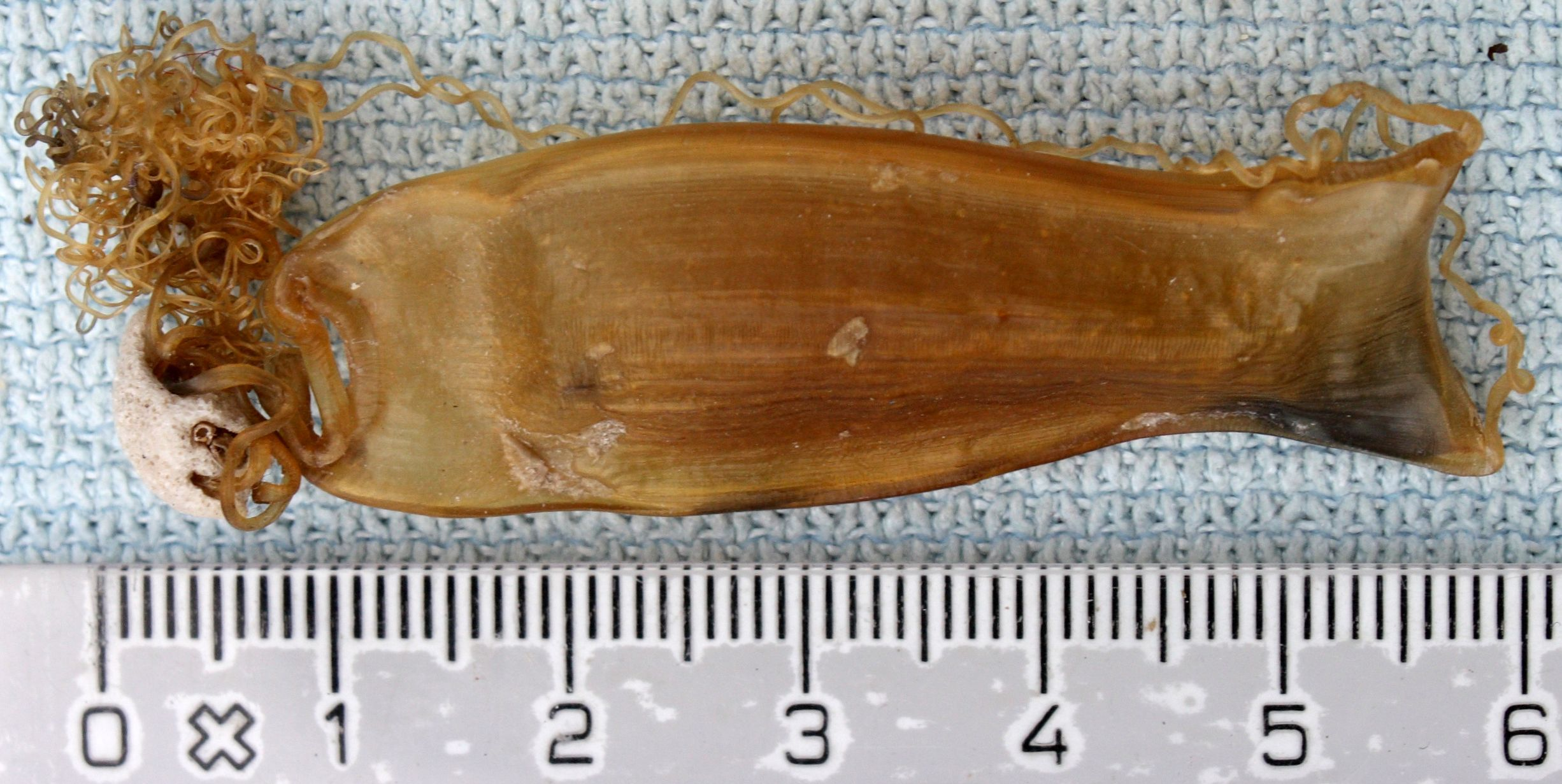
Tojás

Éjjeli ragadozó. Kisebb állatokat fogyaszt, főleg puhatestűeket és rákokat. A nap nagy részét a tengerfenéken fekve tölti (általában 15-85 méter mélyen, de a Brit-szigetek körül szokásos mélysége 3-110 méter, a Földközi-tengerben 20-150 méter; legfeljebb 400 méter mélyen), és foltos bőre jól beleolvad környezetébe. Nappal, amikor szeme a világossághoz alkalmazkodik, pupillája merőlegesen összehúzódik, így macskáéra emlékeztet.

### Szaporodása
A nőstény (belső megtermékenyítés után) körülbelül 20 petét rak; ezeket kemény szaruburok védi és a burok sarkain található négy hosszú, összegubancolódó nyúlvány rögzíti őket az aljzathoz, többnyire növényekhez. Az ivadékok hőmérséklettől függően 6-9 hónap alatt kelnek ki. A nőstények úfjabb párzás nélkül a következő évben is raknak petéket.

## Felhasználása
Halásszák és a dalmát tengerpart piacain rendszeresen árusítják. Megnyúzott, fehér, kissé rágós húsát főzve, sütve, illetve füstölve eszik. Mája mérgező.
A legtöbb tengeri akváriumban bemutatják. A vízszennyezés számát jelentősen csökkentheti.